# Louis Lingg
Louis Lingg (Schwetzingen, 9 de septiembre de 1864 - Chicago, 10 de noviembre de 1887) fue un anarquista estadounidense nacido en Alemania y condenado a pena de muerte. Lingg, para no cumplir con la orden programada por el aparato estatal, se suicidó en su celda antes de la ejecución. Junto con los siete compañeros con los que fue condenado, Lingg, forma parte de los Mártires de Chicago. Así llamados por el movimiento obrero y a los que debemos, en buena parte, la jornada laboral habitual de ocho horas.  

## Biografía
Louis Lingg nació el 9 de septiembre de 1864 en Mannheim, en el Gran Ducado de Baden a Friedrich Lingg. Su padre resultó herido en el aserradero donde trabajaba. Louis escribió en su autobiografía: "En este momento yo tenía trece años y mi hermana tenía siete años, y a esta edad recibí mis primeras impresiones de las injustas instituciones sociales prevalecientes, es decir, la explotación de hombres por hombres". 
Lingg se convirtió en aprendiz de carpintero desde 1869 hasta 1882. Luego tomó un trabajo en Estrasburgo, en Alsacia, y luego se trasladó a Friburgo, Alemania, donde se unió a la Sociedad de Trabajadores de Hombres, una organización socialista. 
Para evitar el servicio militar, Lingg se mudó a Suiza, pero en la primavera de 1885, la policía de Zúrich le ordenó abandonar el país. Luego recibió una carta de su madre diciéndole que su nuevo esposo estaba dispuesto a proporcionarle el dinero suficiente para mudarse a los Estados Unidos. 

## Asunto de Haymarket
En julio de 1885, Lingg llegó a la ciudad de Nueva York y luego se marchó a Chicago, Illinois, donde se unió a la Unión Internacional de Carpinteros y Carpinteros. Llegó a Chicago siete meses antes de las acciones. 
El 4 de mayo de 1886, Lingg no estuvo presente en Haymarket Square por lo que se conocería como el Disturbio de Haymarket. Una persona no identificada arrojó una bomba a la multitud de policías, pero los fiscales presentaron pruebas de que estaba involucrado en la fabricación de la bomba. Siete hombres fueron arrestados al día siguiente en relación con el atentado que mató al oficial Mathias Degan y otros policías. El mismo Lingg fue descubierto en su escondite el 14 de mayo de 1886, cuando sacó un revólver y luchó con dos policías antes de ser arrestado. Lingg y otros ocho anarquistas fueron acusados el 21 de junio de 1886 por conspiración criminal. Lingg y otros seis fueron condenados y sentenciados a muerte. 
En el departamento de Lingg, la policía encontró dos bombas esféricas y cuatro bombas de tubería aunque la investigación posterior de John Peter Altgeld dejaría abierta la posibilidad de que dichas bombas fueran colocadas posteriormente. Los testigos entrevistados por la policía colocaron a Lingg en el sótano de Greif's Hall la noche antes del atentado, junto con otros miembros acusados de la conspiración, incluido Rudolph Schnaubelt, principal sospechoso de lanzar las bombas. Sospechoso que habría sido juzgado junto al otro acusado si no hubiera huido. Lingg fue sometido a juicio con siete asociados anarquistas, que fueron juzgados como un grupo.
El abogado defensor Moses Salomon dijo en su discurso de apertura ante el jurado: "Puede parecer extraño por qué (Lingg) fabricaba bombas. La respuesta es que tenía derecho a que su casa esté llena de dinamita". Salomon argumentó que los planes del acusado no apuntaban a "la vida de ningún individuo en ningún momento o lugar", probablemente sus intenciones se reducían a practicar la llamada "propaganda de hecho" contra algún inmueble. También sostuvo, Salomon, que no conspiraron para asesinar al oficial Mathias Degan ni a ningún otro policía "excepto en defensa propia". 
Salomon también admitió un punto crucial en la explicación de que sus clientes conspiraron juntos para usar la fuerza, siendo sus intenciones "(...) que cuando se inauguró una revolución general o una huelga general, cuando fueron atacados, que de hecho, mientras se llevaban A los efectos de esa huelga o revolución, entonces deberían usar dinamita, y no hasta entonces ". 
Gustave Lehman, un carpintero anarquista, declaró que Lingg era miembro de un "ala armada" militante de su sindicato de carpinteros. Lehman estaba estacionado afuera del Salón de Greif como vigía y recordó haber caminado con Lingg, William Seliger y otros dos hombres. Cuando preguntaron qué estaba pasando, Lingg dijo: "Todos ustedes son bueyes, tontos". Los químicos declararon que las bombas encontradas en el apartamento de Lingg compartían una mezcla química única para la metralla de la bomba de Haymarket. 
Seliger, un carpintero revolucionario que subarrendó una habitación a Lingg, proporcionó el testimonio más condenatorio contra él. Le dijo al jurado que se levantó temprano la mañana del bombardeo y le pidió a Lingg que retirara las bombas del edificio. Lingg convenció a Seliger de que ayudarlo a armar bombas le permitiría eliminarlas ese día. Seliger dijo que al menos otros dos hombres, Ernst Hubner y Herman Mutzenberg, ayudaron a acelerar la preparación de las bombas.  Los dos no comparecieron ante el tribunal, pero hicieron declaraciones a la policía para corroborar la historia de Seliger. Ninguno de ellos estaba seguro de cuántas bombas fabricaron con Lingg ese día, sus estimaciones oscilaron entre 26 y 50. 
Al parecer, Lingg le dijo a Seliger que estaba trabajando muy lentamente, ya que necesitaban las bombas por la tarde. Seliger citó a Lingg diciendo que serían utilizados esa noche contra "la policía cuando vinieran a proteger a los capitalistas". Dijo que Lingg anticipó una "perturbación" en el lado oeste y que vio la palabra "Ruhe" (quietud) en el periódico anarquista Arbeiter-Zeitung, la señal para que los grupos armados se reúnan. 

## Muerte y legado
El 6 de noviembre de 1887, se descubrieron cuatro bombas en la celda de Lingg. Se suicidó el 10 de noviembre de 1887, un día antes de que lo colgaran. Usó un detonador que un compañero de prisión le pasó de contrabando. Se lo puso en la boca y lo encendió a las 9:00 horas. Se voló la mandíbula inferior y dañó una gran parte de su cara, sobreviviendo otras 6 horas. Escribiendo con su sangre "Hoch die anarchie!" (¡Hurra por la anarquía!) en las piedras de la celda, antes de que llegaran los guardias, hasta su muerte alrededor de las 15:00 horas.

## Exculpado y declarado inocente por el Gobernador de Illinois en 1893
El 1 de enero de 1893, John Peter Altgeld, inicia sus funciones como gobernador de Illinois y comprende la necesidad de revisar el caso de los ocho ciudadanos condenados por el suceso. Al terminar su investigación, concluyó que todos los condenados eran inocentes de los cargos; los testigos habían sido obligados a declarar en contra de los reos, se habían falseado y colocado pruebas y el juez, y el jurado, habían actuado de forma parcial. Tras escribir un mensaje explicando los hechos, concedió libertad a los presos que aún permanecían en la cárcel. El suceso paso a la historia como uno de los casos de corrupción policial y jurídica más famosos, y será una motivación importante en el origen del 1 de mayo como día internacional de los trabajadores.